# 鴻義章
鴻義章（1950年12月23日—），是臺東縣人，出身阿美族，為民主進步黨黨籍，國立臺灣大學農藝學系農學士，東京大學農學部農業生物學研究所碩士，東京大學醫學部保健學研究所保健學博士，慈濟大學公共衛生研究所副教授。曾經擔任總統府國策顧問，任務型國民大會代表，臺灣原住民權利促進會創會總幹事，臺湾南島民族研究學會理事長，臺灣原住民教授學會常務理事，臺灣原住民醫學學會常務理事。2011年7月1日，鴻義章獲民主進步黨徵召，代表民進黨參選2012年中華民國立法委員選舉平地原住民選舉區，但最終於登記前退選。2020年6月，獲總統蔡英文提名出任第六屆監察委員，於7月正式被立法院通過。

## 外部連結
- 鴻義章|Facebook
- 鴻義章站台- YouTube
- 人物誌- HONG, ANTONIO I.C.鴻義章
- 鴻義章的blogger （页面存档备份，存于）